# You've Got the Love
You've Got the Love è un singolo del gruppo musicale britannico Florence and the Machine, pubblicato il 5 gennaio 2009 come quinto estratto dal primo album in studio Lungs.
È la reinterpretazione di un omonimo brano Official garage registrato nel 1986 dalla band The Source in collaborazione con Candi Staton.
Lo stesso pezzo musicale, reinterpretato in chiave indie pop dalla band inglese, è stato dapprima inserito nella b-side del secondo singolo, Dog Days Are Over, pubblicato il 1º dicembre 2008. Il 5 gennaio 2009, in seguito al suo vasto apprezzamento, You've Got the Love è stato distribuito in copie digitali solo per il Regno Unito. Il singolo è stato pubblicato un'ultima volta nel formato fisico il 16 novembre 2009, sempre per il mercato britannico, per la cui promozione è stato accompagnato da un video musicale.
Il noto disc jockey Mark Knight ha remixato questo pezzo in chiave progressive house tramite l'etichetta Toolroom Records.
La canzone è stata utilizzata nel finale della serie Gossip Girl, come tributo alla band preferita dall'attrice Blake Lively. Il film Youth - La giovinezza, uscito nel 2015 e diretto da Paolo Sorrentino, inizia con un'interpretazione del brano da parte del gruppo Retrosettes.

## Accoglienza
Il brano ha ricevuto ottime critiche a partire dalla sua inclusione nella b-side di Dog Days Are Over, nel 2008. MusicOMH ha commentato: «Proseguendo con la sua consueta abitudine di produrre cover accuratamente selezionate, c'è anche un'ottima interpretazione di You Got the Love dei The Source.» Dailymusicguide.com ha scritto: «Florence and the Machine hanno ripreso il formato del remix originale, ma hanno senza dubbio respirato una nuova vita in questo vecchio classico. Grazie alla sua voce caratteristica, Florence Welch ha fatto propria la canzone. L'inclusione dell'arpa ha contribuito all'effetto del dolce ondeggiare suggerito dal brano.»
Contactmusic.com, allo stesso modo, scrisse: «La cover dei The Source feat. Candi Staton, inclusa nella b-side di Dog Days Are Over, è altrettanto intensa.»

## Video musicale
Il video prodotto per il brano è stato girato il 21 settembre 2009 a Londra, come la stessa band aveva comunicato due giorni prima. Nel videoclip, Florence Welch indossa un costume argentato ed appare in piedi su una grande luna sospesa a mezz'aria, sulla quale balla, muovendosi e rivolgendosi verso la telecamera. Il video è ambientato in un night club che solo in seguito sarà illuminato da grandi luci, rivelando la presenza di un vasto pubblico festoso e differenziato.

## Classifiche
| Classifica (2009) | Posizione massima |
| ----------------- | ----------------- |
| Irlanda           | 21                |
| Nuova Zelanda     | 50                |
| Regno Unito       | 16                |
| Classifica (2010) | Posizione massima |
| Australia         | 9                 |
| Austria           | 28                |
| Belgio (Fiandre)  | 25                |
| Belgio (Vallonia) | 55                |
| Francia           | 110               |
| Germania          | 52                |
| Irlanda           | 16                |
| Italia            | 17                |
| Polonia           | 30                |
| Regno Unito       | 5                 |
| Svizzera          | 49                |